# Miguel d'Escoto
Miguel d’Escoto Brockmann (Los Angeles, 5 de fevereiro de 1933 - Managua, 8 de junho de 2017) foi um padre católico (Maryknoll) e diplomata da Nicarágua.

## Biografia
Apesar de ter nascido em Los Angeles, passou a infância na Nicarágua antes de voltar aos Estados Unidos, em 1947, para continuar os seus estudos. Foi ordenado sacerdote católico no dia 10 de junho de 1961, em Nova Iorque. Ajudou a fundar a Orbis Books, por meio da qual a congregação Maryknoll fez diversas publicações teológicas, e foi um representante junto ao Conselho Mundial de Igrejas.
Em 1975, o padre d'Escoto juntou-se à Frente Sandinista de Libertação Nacional, por meio de um Comitê de Solidariedade nos Estados Unidos. Entre 1979 e 1990, foi Ministro das Relações Exteriores da Nicarágua durante o governo sandinista. Durante esse período, com a ajuda do Grupo de Contadora, participou da construção do Acordo de Paz de Esquipulas, que ajudou a encerrar conflitos armados internos da América Central.
Em janeiro de 1985, recebeu a suspensão a divinis pela sua participação no governo sandinista nicaraguense. Em 1 de agosto de 2014, a suspensão foi revogada, depois de escrever uma carta ao Papa Francisco na qual expressou o desejo de "voltar a celebrar a Santa Eucaristia antes de morrer".
Foi Presidente da Assembleia Geral das Nações Unidas, empossado em setembro de 2008, em substituição ao macedônio Srgjan Derim. Foi sucedido pelo diplomata líbio Ali Abdussalam Treki, em setembro de 2009. Durante o período no qual exerceu a Presidência da Assembleia Geral da ONU, criticou o Estado de Israel por sua conduta contra a população civil árabe-palestina.